# جیکابز کورنر (کالیفرنیا)
جیکابز کورنر (به انگلیسی: Jacobs Corner) یک منطقهٔ مسکونی در ایالات متحده آمریکا است که در شهرستان یولو، کالیفرنیا واقع شده‌است. جیکابز کورنر ۳۹ متر بالاتر از سطح دریا واقع شده‌است.